# Lepidotonpolis
Lepidotonpolis (auch Lepidopolis; altägyptisch Behdet) war eine altägyptische Stadt in Oberägypten und liegt beim modernen Nag el-Mescheich. Der Ort lag am Nil gegenüber der Stadt Girga, dessen Nekropolen sich auch in Lepidotonpolis fanden.
Es fanden sich Reste eines Tempels von Ramses II. und das Felsgrab des Hohenpriester des Onuris, Anhurmose. Ein weiteres dekoriertes Grab gehört dem Beamten Imiseba. Stadtgott war die Löwengöttin Mehit, besondere Verehrung genoss aber auch der Lepidotosfisch.